# Inspecteur Lestrade
 (mars 2025).
L'inspecteur Lestrade est un personnage de fiction qui apparaît dans les romans et les nouvelles où Sir Arthur Conan Doyle met en scène les aventures de Sherlock Holmes. On ignore son prénom mais, dans la nouvelle intitulée La Boîte en carton (dans le recueil Les Mémoires de Sherlock Holmes), son initiale est un G, et dans la série Sherlock, épisode 2 saison 2, il est appelé Greg et dans la série Elementary, il est appelé Gareth. Son personnage est une femme et se fait appeler Gina dans le jeu vidéo The Great Ace Attorney Chronicles.

## Histoire
Lestrade est un inspecteur de Scotland Yard, moins perspicace que Sherlock Holmes ; ce dernier lui laissant souvent le mérite de ses déductions. Il est l'un des meilleurs détectives du service de police de Londres : il était déjà bien en place en tant qu'inspecteur depuis près de 20 ans avant Une étude en rouge. Sherlock le qualifie, avec un autre détective, Tobias Gregson, de « meilleurs parmi les pires » ; les deux sont rapides et énergiques, mais trop « conventionnels ». Même si Lestrade ne semble pas très malin, sa détermination et sa ténacité finissent tout de même par payer dans la plupart des cas.
Au cinéma et à la télévision, son rôle a été interprété entre autres par Ronald Lacey, Eddie Marsan, Jeffrey Jones ou encore Frank Finlay (dans deux adaptations librement inspirées du « canon » holmesien, dont Meurtre par décret). Dans la série de la Granada Television, aux côtés de Jeremy Brett, le rôle de l'inspecteur Lestrade est joué par l'acteur gallois Colin Jeavons. Dans la série de cinq téléfilms holmésiens soviétique d'Igor Maslennikov il est incarné par Borislav Brondoukov. En 2010, il est incarné par Rupert Graves dans la version contemporaine en série télévisée des aventures de Sherlock Holmes, intitulée simplement Sherlock. Dans la série américaine Elementary, il est interprété par Sean Pertwee ; dans cette version, son prénom est Gareth. Dans la suite de films Netflix, Enola Holmes et Enola Holmes 2, l'inspecteur joué par Adeel Akhtar est prénommé Greydon